# ديف بيترز
ديف بيترز (بالإنجليزية: Dave Peters)‏ هو مغني أمريكي، ولد في القرن العشرين.

## وصلات خارجية
- ديف بيترز على موقع ميوزك برينز (الإنجليزية)
- ديف بيترز على موقع ديسكوغز (الإنجليزية)